# Peregrynacja
Peregrynacja (łac. peregrinatio) − w Kościele rzymskokatolickim uroczyste przenoszenie albo przewożenie w celach kultowych relikwii, obrazów i innych przedmiotów kultu religijnego (np. krzyż jerozolimski).
Peregrynacje mogą mieć charakter lokalny (np. peregrynacja figury Matki Bożej na terenie parafii czy diecezji) jak i narodowy czy też międzynarodowy (np. peregrynacja relikwii św. Antoniego z Padwy). W czasie trwania peregrynacji organizowane są specjalne nabożeństwa. Celem peregrynacji jest zachęta do podjęcia praktyk religijnych i zaangażowania w życie wspólnoty eklezjalnej.

## Ogólnopolskie peregrynacje
- 1957–1980: pierwsza peregrynacja kopii obrazu Matki Boskiej Częstochowskiej; napotykała na trudności ze strony władz komunistycznych[1]
- od 1985: druga peregrynacja kopii cudownego obrazu po Polsce[2]
- 1995: peregrynacja relikwii św. Antoniego z Padwy
- 2005: peregrynacja relikwii św. Teresy z Lisieux[3][4]
- 2012: peregrynacja obrazu Pana Jezusa Miłosiernego oraz relikwii św. Faustyny i św. Jana Pawła II
- 27 maja – 17 sierpnia 2013: peregrynacja relikwii św. Jana Bosko[5]